# Ziemski błysk gamma

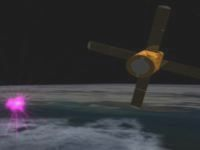
Artystyczna wizja rozbłysku

Ziemski błysk gamma lub atmosferyczny błysk gamma (ang. Terrestrial gamma-ray flash, w skrócie TGF) – krótki (o czasie trwania rzędu milisekundy) rozbłysk promieniowania gamma, którego źródłem jest atmosfera ziemska. Zjawisko zostało odkryte w roku 1994 i jest łączone z aktywnością burzową w atmosferze.

## Historia odkrycia i obserwacji
W roku 1994 zespół naukowców analizujący dane z kosmicznego teleskopu Comptona, sztucznego satelity przeznaczonego do obserwacji promieniowania gamma ze źródeł kosmicznych, doniósł o zaobserwowaniu krótkich, intensywnych i wysokoenergetycznych rozbłysków tego promieniowania, których źródłem była atmosfera Ziemi. Odkrywcy zaobserwowali korelację błysków z aktywnością burzową w atmosferze i zaproponowali, że ich źródłem może być promieniowanie hamowania pochodzące od elektronów rozpędzonych w polu elektrycznym wytworzonym przez chmurę burzową.
Detektory teleskopu Comptona, projektowane do obserwacji zjawisk zachodzących w kosmosie i w innym zakresie energii, nie były w stanie uzyskać dokładnych danych na temat energii, częstości występowania i położenia błysków. Postęp w obserwacjach przyniosło wystrzelenie w 2002 roku satelity RHESSI (Reuven Ramaty High Energy Solar Spectroscopic Imager). Przeznaczony do obserwacji promieniowania X i gamma ze Słońca satelita ten miał na pokładzie czulszy detektor promieniowania gamma, mierzący energię fotonów w zakresie od 100 keV do 20 MeV. Dzięki wykonanym przy jego pomocy pomiarom stwierdzono, że rozbłyski są bardziej energetyczne i częstsze, niż wynikało z wcześniejszych obserwacji. Do roku 2008 RHESSI zaobserwował 820 błysków. Autorzy oszacowali na podstawie zebranych danych, że w przeliczeniu na całą powierzchnię Ziemi występuje około 50 błysków dziennie, przy założeniu izotropowości ich promieniowania.

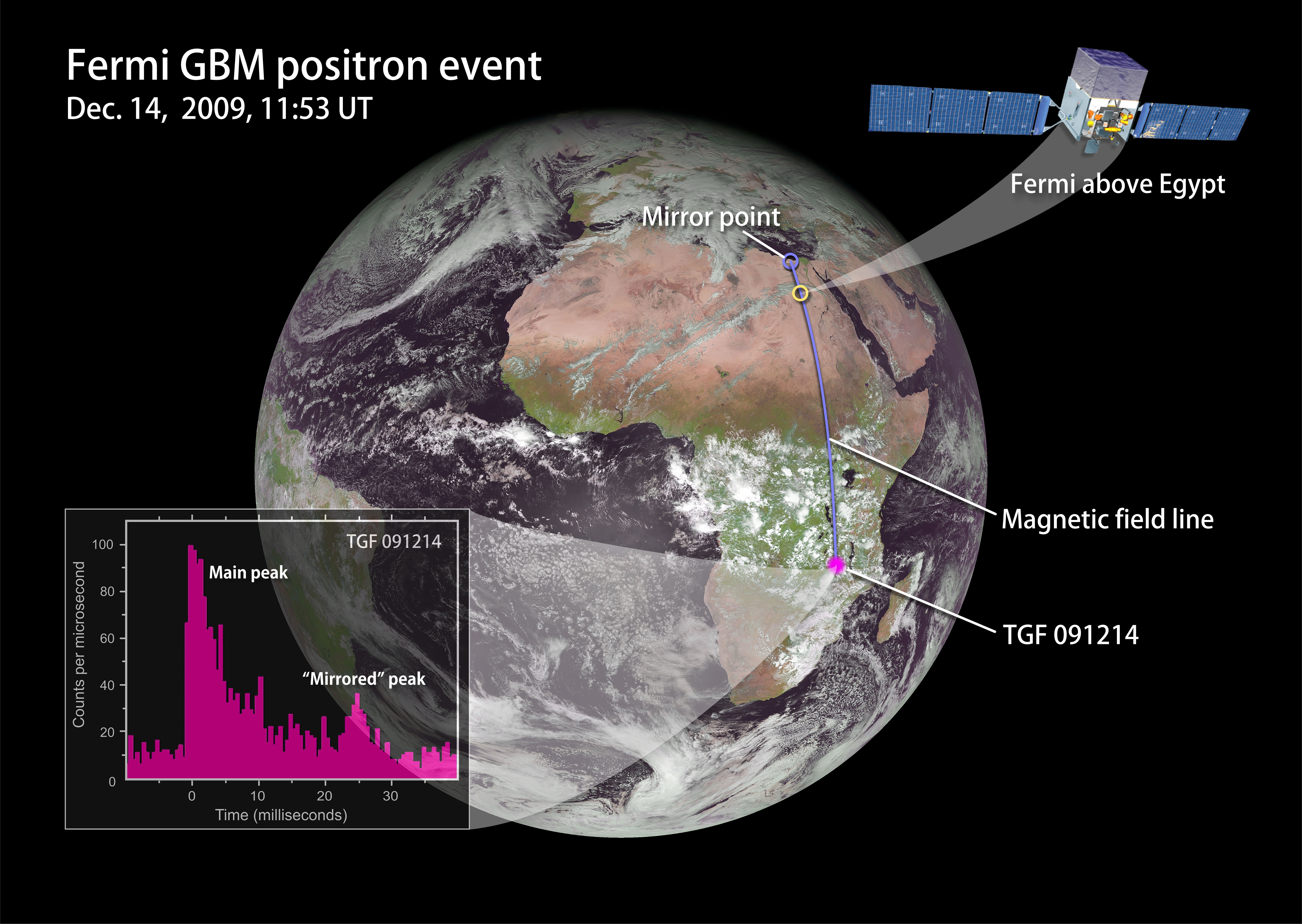
Obserwacja towarzyszącej rozbłyskowi gamma emisji pozytonów przez Teleskop Fermiego

W roku 2009 zespół analizujący dane ze sondy AGILE również doniósł o obserwacji błysków. Aparatura sondy zdolna jest do detekcji i pomiaru energii fotonów w zakresie znacznie szerszym, niż wcześniejsze misje, najwyższe energie zaobserwowanych przez AGILE fotonów wyniosły 50 MeV. Aparatura tego satelity pozwala też, w pewnych sytuacjach, mierzyć kierunek ruchu wysokoenergetycznych fotonów. Dzięki temu ustalono, że zaobserwowane fotony nadbiegają z obszaru bezpośrednio poniżej satelity, czyli że promieniowanie jest skolimowane w kierunku pionowym.
W grudniu 2009 zespół analizujący dane z teleskopu Fermiego zaobserwował po raz pierwszy pozytony towarzyszące błyskowi. Powstają one w procesie kreacji par przez wysokoenergetyczne fotony w polu jąder atomów gazów atmosferycznych.

## Własności
Ziemskie błyski gamma są zjawiskami bardzo krótkimi, o czasie trwania 0,2 do 3,5 ms. Obserwuje się czasem błyski podwójne i wielokrotne, z maksimami w odstępach około milisekundy. Widmo energetyczne fotonów rozciąga się do 40 MeV i ma kształt charakterystyczny dla widma promieniowania hamowania elektronów o energiach 20–50 MeV. Fakt, że niezniekształcone widmo obserwowane jest do niskich energii (poniżej 100 keV, a biorąc pod uwagę dane teleskopu Comptona, nawet niżej) oznacza, że promieniowanie musi powstawać na dużej wysokości nad ziemią, inaczej niskoenergetyczne fotony zostałyby pochłonięte w atmosferze przed osiągnięciem detektora. Według pierwszych oszacowań odkrywców, promieniowanie powinno powstawać na wysokości co najmniej 25-30 km. Oszacowania te nie uwzględniały jednak wpływu rozpraszania Comptona na osłabienie wiązki i kształt widma. Uwzględnienie tego efektu przesuwa prawdopodobny rejon powstawania promieniowania do 15-24 km, w zależności od geometrii pola elektrycznego rozpędzającego elektrony. Oznaczałoby to, że promieniowanie powstaje nieco powyżej wierzchołków chmur burzowych – w obszarze, w którym obserwuje się „błękitne smugi” (blue jets). 

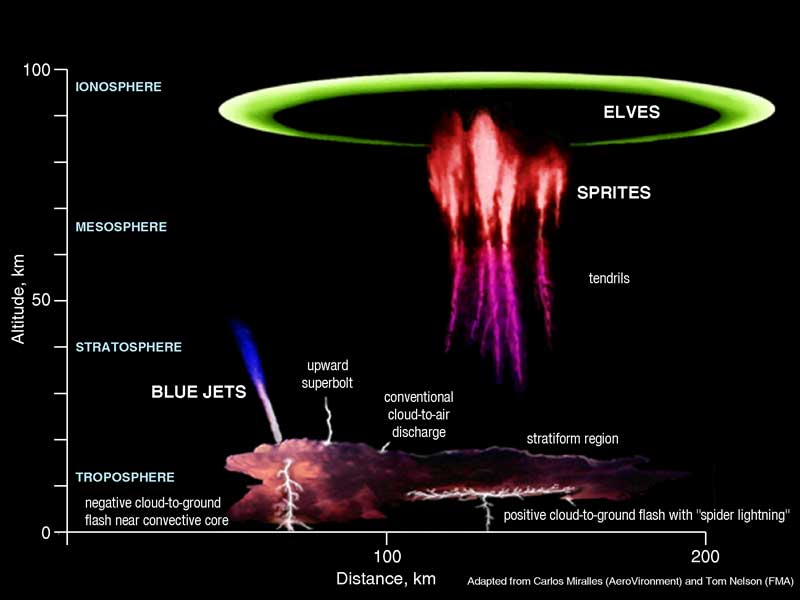
zjawiska elektryczne towarzyszące chmurze burzowej

Większość rozbłysków jest skojarzona z bardzo silnymi uderzeniami piorunów, występując w oknie 2 milisekund wokół zarejestrowanego metodą radiową uderzenia. Jednak około 25% rozbłysków nie daje się skojarzyć z wyładowaniami atmosferycznymi rejestrowanymi tą techniką. Nie jest też jasne, czy piorun poprzedza rozbłysk, czy następuje po nim.
Ze zmierzonej częstotliwości rejestracji błysków przez RHESSI i rozmiaru pola widzenia jego detektorów oszacowano, że w całej atmosferze Ziemi może występować 50 błysków dziennie. Jeżeli jednak promieniowanie błysków jest silnie skolimowane (co jest spodziewane, jeżeli wszystkie promieniujące elektrony poruszają się w tym samym kierunku), to liczba ta może być nawet o dwa rzędy wielkości wyższa. Jest to jednak i tak znacznie mniej, niż liczba piorunów rejestrowanych w ciągu doby na całej Ziemi (kilka milionów) co oznacza, że dalece nie każdemu wyładowaniu atmosferycznemu towarzyszy tego rodzaju emisja.
Pomiary z sondy AGILE pokazują, że promieniowanie TGF jest skolimowane w kierunku pionowym, wszystkie zarejestrowane przez detektor kierunkowy ziemskie fotony nadbiegały pod kątem mniejszym niż 35° do lokalnego pionu.
Większość zaobserwowanych błysków gamma wystąpiła w strefie równikowej, w wyższych szerokościach geograficznych błyski wydają się rzadsze w stosunku do aktywności burzowej.
Nie wiadomo, czy istnieje związek pomiędzy błyskami gamma a wyładowaniami do jonosfery, nie jest to jednak wykluczone.

## Mechanizm powstawania
Mechanizm powstawania błysków nie jest do końca znany. Wśród badaczy panuje konsensus, że ich źródłem jest promieniowanie hamowania emitowane przez relatywistyczne elektrony rozpędzone do energii sięgających 50 MeV i oddziałujące z cząsteczkami gazów atmosferycznych. Za źródło elektronów uważany jest generalnie mechanizm lawiny relatywistycznych elektronów, opisany przez Aleksandra Gurewicza ze współpracownikami w roku 1992 (a więc jeszcze przed odkryciem błysków). Teoria ta wyjaśnia, w jaki sposób powstawać mogą zwykłe błyskawice, pomimo że natężenie pola elektrycznego wewnątrz chmury nie wystarcza do wywołania konwencjonalnego przebicia przez lawinę elektronów powolnych. Może ona być również zastosowana do obszaru pomiędzy chmurą a jonosferą, gdzie dzięki niższej gęstości powietrza natężenie pola niezbędne do wytworzenia takiej relatywistycznej lawiny jest jeszcze mniejsze.
Nie jest do końca wyjaśniony mechanizm rozpędzający elektrony do wysokich energii. Najprostsza hipoteza zakłada, że czynnikiem rozpędzającym jest pole elektrostatyczne pomiędzy chmurą a jonosferą. Problemem jest tutaj zgromadzenie dostatecznie wysokiego ładunku w chmurze, by wygenerować dostatecznie dużą różnicę potencjałów. Inna trudność tej hipotezy polega na tym, że na ruch elektronów ma wpływ nie tylko pole elektryczne, ale także pole magnetyczne Ziemi. Na równiku pole to jest w przybliżeniu prostopadłe do pola elektrycznego, w takiej konfiguracji elektrony, zamiast poruszać się ruchem przyspieszonym wzdłuż linii sił pola elektrycznego, zaczynają dryfować w kierunku do niego prostopadłym, nie osiągając odpowiednio wysokich energii.
W innym modelu przyjmuje się, że czynnikiem rozpędzającym elektrony może być impuls elektromagnetyczny wytworzony przez powrotne uderzenie pioruna. Koncepcja ta ma jednak kłopot z wyjaśnieniem błysków, którym nie towarzyszy takie uderzenie. Wymaga też, by uderzenie inicjujące impuls było bardzo silne, jednak w praktyce tak silne uderzenia zdarzają się zbyt rzadko, by wyjaśnić liczbę obserwowanych rozbłysków.
Jeszcze inny model proponuje, że elektrony rozpoczynające relatywistyczną kaskadę pochodzą z samej błyskawicy, a wytwarzane są w fazie tworzenia się kanału plazmowego bądź uderzenia powrotnego, i są dalej rozpędzane przez zmienioną na skutek wyładowania konfigurację pola w chmurze. Także i ten model wymaga, by każdy błysk gamma był stowarzyszony z wyładowaniem.
Proponowano też powiązanie błysków gamma z optycznym zjawiskiem blue jets: wyładowaniami z wierzchołków chmur burzowych w kierunku jonosfery. Jednak zjawiska te nie wydają się być bezpośrednio powiązane z wyładowaniami doziemnymi, podczas gdy większość błysków jest czasowo skorelowana z uderzeniami piorunów.
Nie można wykluczyć, że za powstawanie błysków odpowiedzialne jest kilka różnych mechanizmów.

## Nowe i planowane misje
W roku 2008 na orbitę wystrzelony został Kosmiczny Teleskop Gamma Fermiego. Jeden z instrumentów na jego pokładzie, tzw. GBM (Gamma Burst Monitor), może obserwować także ziemskie rozbłyski gamma. Zaletą tego instrumentu w porównaniu z dotychczasowymi obserwacjami jest dobra rozdzielczość czasowa pozwalająca precyzyjnie mierzyć rozwój czasowy impulsu. Teleskop zbiera obecnie dane.
Wszystkie dotychczasowe obserwacje zjawiska z orbity okołoziemskiej wykonane zostały przez sondy przeznaczone do obserwacji promieniowania X i gamma ze źródeł pozaziemskich. Obserwacje ziemskich błysków były ubocznym efektem ich pracy – ani aparatura, ani systemy zbierania danych nie były więc optymalizowane pod kątem badania promieniowania nadbiegającego w bardzo krótkich i silnych rozbłyskach od strony Ziemi. Nie było też możliwości jednoczesnych obserwacji innych typów promieniowania. W końcu 2010 lub na początku 2011, w ramach programu CubeSat, planowane jest wystrzelenie sondy Firefly pierwszego satelity przeznaczonego specjalnie do badania ziemskich rozbłysków i ich związków z burzami. Sonda będzie obserwować błyski promieniowania gamma jednocześnie z wysokoenergetycznymi elektronami oraz z błyskami optycznymi i trzaskami radiowymi wywołanymi przez błyskawice.
Podobny do Firefly jest francuski projekt TARANIS. Wystrzelenie tego mikrosatelity jest obecnie planowane na rok 2013. W porównaniu z Firefly będzie on wyposażony w kilka dodatkowych instrumentów: fotometry, czujnik jonów, czujniki stałych i wolnozmiennych pól: elektrycznego i magnetycznego oraz antenę do wykrywania fal elektromagnetycznych wysokiej częstotliwości. Satelita wystrzelony będzie na orbitę biegunową, dzięki czemu będzie mógł obserwować całą powierzchnię Ziemi.
W roku 2009 rozpoczęto próby wykrycia i badania błysków za pomocą aparatury zamontowanej w samolotach latających nad komórkami burzowymi. Zbudowany specjalnie do tego celu detektor ADELE ma zapewnić przede wszystkim możliwie największy zakres dynamiczny obserwacji promieniowania, aby móc wykonać dokładne pomiary zarówno z większej odległości od rozbłysku, jak i w wypadku przelotu bezpośrednio przez jego źródło.

## Znaczenie praktyczne
Poza możliwością lepszego poznania zjawisk zachodzących w atmosferze Ziemi podczas burzy, badania nad błyskami gamma mają znaczenie praktyczne: obecność tak silnych strumieni cząstek naładowanych oraz promieniowania gamma może potencjalnie stanowić zagrożenie dla załóg i pasażerów samolotów przelatujących przez chmury burzowe lub ponad nimi. Dlatego wynikami badań nad tymi błyskami zainteresowane są organizacje zajmujące się bezpieczeństwem ruchu lotniczego.